# November Rain
November Rain is een nummer van de Amerikaanse hardrockband Guns N' Roses, afkomstig van het album Use Your Illusion I uit 1991. Op 18 februari 1992 werd het nummer in de VS, Canada en Europa op single uitgebracht en op 8 maart van dat jaar volgden Australië, Nieuw-Zeeland en Japan.

## Sleutelrol
Sinds het nummer begin 1992 werd uitgebracht heeft het een grote populariteit genoten en is van wezenlijk belang voor de rockmuziek in de jaren 90 geweest. Het nummer geniet bekendheid onder niet-fans. Het belang van dit nummer is dat het een sleutelrol speelde in de definitieve doorbraak van de hardrock naar een mainstream publiek. Opvallend genoeg eindigen de vier nummers November Rain, Don't Cry, Patience en Estranged, de bekendste rustige nummers van Guns N' Roses, steevast zeer hoog in hitlijsten die op aanvraag worden samengesteld, zoals de Top 100 aller tijden editie 1992 en 1993 bij het publieke Veronica op Radio 3 en de NPO Radio 2 Top 2000 op NPO Radio 2. November Rain stond daarin zelfs hoog genoteerd. Ook is de videoclip bij dit nummer, die anderhalf miljoen dollar heeft gekost, sinds jaar en dag zeer geliefd. In Nederland werd de videoclip destijds op televisie uitgezonden door Veronica op Nederland 2 in de tv-versie van de Nederlandse Top 40 en het popprogramma Countdown en de TROS in TROS Popformule met TROS Radio 3 dj Peter Teekamp.

## Achtergrond
November Rain was een voor Guns N' Roses zeer ongebruikelijk lied: de band had tot dan toe voornamelijk elementaire, harde muziek geproduceerd, terwijl dit lied een rockballad van bijna negen minuten is. De tekst gaat over problemen in een liefdesrelatie, en hoe moeilijk het is om in tijden van tegenspoed nog van elkaar te houden. De muziek staat sterk in de traditie van de progrock. Naast het gebruikelijke rockinstrumentarium komen er een piano en synthesizer-strijkers en -koorvocalen uit. De muziek en tekst zijn niet ingedeeld in coupletten, maar vormen min of meer een doorgaand geheel. De piano zet in op E, maar na een paar maten blijkt de toonsoort B-groot te zijn. Dan volgt een aantal keer achter elkaar een ostinatopatroon van vier keer vier maten, waarin beurtelings twee keer de plagale cadens IV-II-I en twee keer de authentieke cadens II-V-I klinken, onderbroken door een rustpunt op de vijfde trap (bij de woorden need some time on my own) en een alternatief in hardrock (Bij het tekstmoment I know it's hard to keep). Er komen ook drie gitaarsolo's van leadgitarist Slash in voor, die het boven beschreven ostinatopatroon volgt. Als het lied schijnbaar ten einde loopt wordt het tempo verhoogd van gematigd naar snel, verandert de toonsoort naar b-klein en volgt er een derde gitaarsolo, die zichzelf een paar keer herhaalt. In totaal heeft November Rain met 8:57 minuten het grootste aantal minuten solo van alle radioversies die ooit in Nederland in de Nederlandse Top 40, Nationale Hitparade Top 100, TROS Top 50 en de Mega Top 50 stonden genoteerd.
De single werd in het voorjaar van 1992 een wereldwijde hit en bereikte in thuisland de Verenigde Staten de 3e positie in de Billboard Hot 100. Ook in Canada werd de 3e positie behaald, de 5e in Australië, Nieuw-Zeeland de 7e, Duitsland de 9e, Zweden de 38e, Frankrijk de 18e, Ierland de 3e en in het Verenigd Koninkrijk de 4e positie in de UK Singles Chart. In de Eurochart Hot 100 werd de 11e positie bereikt.
In Nederland werd de plaat veel gedraaid op Radio 3 en werd een gigantische hit in de destijds twee landelijke hitlijsten op de nationale publieke popzender. De plaat bereikte de 3e positie in de Nationale Top 100 en de 4e positie in de Nederlandse Top 40. 
In België bereikte de plaat de 18e positie in de voorloper van de Vlaamse Ultratop 50. In de Vlaamse Radio 2 Top 30 en in Wallonië werd géén notering behaald.

## Ontstaan
Oud-gitarist Tracii Guns vertelde later dat Axl Rose dit lied in zijn oervorm al rond 1983 gecomponeerd had. Toen bestond het lied alleen nog maar uit piano. Iedere keer als hij een piano in een ruimte zag staan, begon hij te werken aan dat lied. Tracii vond het nummer al af, maar Axl zei 'het mist iets'. Rond 1989/1990 heeft hij het nummer na zeer hard werken tot op de laatste noot (van ieder instrument) helemaal afgeschreven zodat hij er helemaal tevreden mee was. Toen hij het voorlegde aan de groep zeiden Slash, Duff, en de rest heel erg bot: "Nee, dat gaan wij niet spelen. Het is niet onze stijl". Axl gaf niet op en uiteindelijk kon hij de andere leden overhalen om het nummer toch te spelen. Slash, Duff en de rest hadden toen niet verwacht dat dit nummer als een van de beste nummers ooit zou worden bestempeld.

## Trivia
- De Gibson Les Paul uit 1959 die Slash in de videoclip van November Rain bespeelt is de gitaar die in de jaren 1970 de hoofdgitaar van Joe Perry was en op menig Aerosmith-hit was te horen. Hij verkocht de gitaar wegens geldnood nadat hij in 1979 uit de band was gestapt na verschillende keren van eigenaar te zijn gewisseld (waaronder Eric Johnson) werd de gitaar in 1989 eigendom van Slash. In 2000 gaf Slash de gitaar terug aan Joe Perry als verjaardagsgeschenk voor zijn 50e verjaardag.

## Hitnoteringen

### Nederlandse Top 40
Hitnotering: 18 weken. Hoogste notering: #4

### Nationale Top 100
Hitnotering: 07-03-1992 t/m 02-01-1993. Hoogste notering: #3 (1 week).   

### NPO Radio 2 Top 2000
| Nummer met noteringen in de NPO Radio 2 Top 2000 | '00 | '01 | '02 | '03 | '04 | '05 | '06 | '07 | '08 | '09 | '10 | '11 | '12 | '13 | '14 | '15 | '16 | '17 | '18 | '19 | '20 | '21 | '22 | '23 | '24 |
| ------------------------------------------------ | --- | --- | --- | --- | --- | --- | --- | --- | --- | --- | --- | --- | --- | --- | --- | --- | --- | --- | --- | --- | --- | --- | --- | --- | --- |
| November Rain                                    | 10  | 18  | 17  | 6   | 7   | 10  | 13  | 20  | 9   | 16  | 17  | 17  | 12  | 13  | 10  | 13  | 17  | 10  | 11  | 14  | 16  | 17  | 12  | 15  | 17  |

1. ↑  Een vetgedrukt getal geeft de hoogste notering aan.
2. ↑  2000 was het eerste jaar met een notering voor dit nummer.

### JOE FM Hitarchief Top 2000
| "November Rain" JOE fm Hitarchief Top 2000 | "November Rain" JOE fm Hitarchief Top 2000 | "November Rain" JOE fm Hitarchief Top 2000 | "November Rain" JOE fm Hitarchief Top 2000 | "November Rain" JOE fm Hitarchief Top 2000 | "November Rain" JOE fm Hitarchief Top 2000 | "November Rain" JOE fm Hitarchief Top 2000 | "November Rain" JOE fm Hitarchief Top 2000 | "November Rain" JOE fm Hitarchief Top 2000 | "November Rain" JOE fm Hitarchief Top 2000 |
| Jaar                                       | 2009                                       | 2010                                       | 2011                                       | 2012                                       | 2013                                       | 2014                                       | 2015                                       | 2016                                       | 2017                                       |
| ------------------------------------------ | ------------------------------------------ | ------------------------------------------ | ------------------------------------------ | ------------------------------------------ | ------------------------------------------ | ------------------------------------------ | ------------------------------------------ | ------------------------------------------ | ------------------------------------------ |
| Positie                                    | 6                                          | 8                                          | 8                                          | 8                                          | 10                                         | 16                                         | 14                                         | 38                                         | 37                                         |

### Radio Veronica Top 1000 Allertijden
| "November Rain" | "November Rain" | "November Rain" | "November Rain" | "November Rain" | "November Rain" | "November Rain" | "November Rain" | "November Rain" | "November Rain" | "November Rain" | "November Rain" | "November Rain" | "November Rain" | "November Rain" | "November Rain" |
| Jaar            | 2003            | 2004            | 2005            | 2006            | 2007            | 2008            | 2009            | 2010            | 2011            | 2012            | 2013            | 2014            | 2015            | 2016            | 2017            |
| --------------- | --------------- | --------------- | --------------- | --------------- | --------------- | --------------- | --------------- | --------------- | --------------- | --------------- | --------------- | --------------- | --------------- | --------------- | --------------- |
| Positie         | 1               | 1               | 2               | 3               | 2               | 1               | 1               | 2               | 2               | 1               | 1               | 2               | 2               | 3               | 2               |